# آودن‌دیک، استرین
آودن‌دیک (به هلندی: Oudendijk) یک منطقهٔ مسکونی در هلند است که در استرین واقع شده‌است.